# Mabuya grandisterrae
Mabuya grandisterrae o eslizón de Grande-Terre es una especie de escamosos de la familia Scincidae.

## Distribución geográfica
Es endémica de la isla de Grande-Terre (Guadalupe, Francia).

## Estado de conservación
Se encuentra amenazada por la pérdida de su hábitat natural.